# Glaucopsyche subtusradiata
Glaucopsyche subtusradiata är en fjärilsart som beskrevs av Charles Oberthür 1896. Glaucopsyche subtusradiata ingår i släktet Glaucopsyche och familjen juvelvingar. Inga underarter finns listade i Catalogue of Life.